# Jacques Bernard Bernard
Jacques Bernard Bernard, né le 22 octobre 1774 à Draguignan (Var), mort le 12 janvier 1852 à Paris (Seine), est un général français de la Révolution et de l’Empire.

## Biographie
Jacques Bernard Bernard naît le 22 octobre 1774 à Draguignan. Il est le fils de Louis Bernard, marchand, et de son épouse, Marie-Emmanuelle Latil. 
Volontaire dans la garde nationale active de Saint-Pierre de la Martinique le 3 juin 1790, Jacques Bernard Bernard devient successivement caporal et sergent et sert sous Dugommier. Il est nommé sous-lieutenant le 17 août 1793. Fait prisonnier par les Anglais après la prise de la Martinique le 16 février 1794, il est renvoyé en France et reste sans emploi. Lieutenant dans la 7e compagnie franche organisée à La Rochelle le 4 mars 1799, il est envoyé à Cayenne le 22 novembre 1799. Il est nommé capitaine, aide de camp le 8 janvier 1800, et chef de bataillon le 19 octobre 1806.
Il rentre en France le 26 avril 1809 et il est autorisé à passer au service de la Westphalie le 9 août 1809. Officier d’ordonnance du roi de Westphalie Jérôme Bonaparte le 1er novembre 1809, il devient major du 6e de ligne le 8 janvier 1810 et chevalier de l'ordre de la Couronne de Westphalie le 30 avril 1810. Commandant du bataillon des chasseurs de la garde le 3 novembre 1810, il est nommé colonel du 3e de ligne le 14 septembre 1811 et il fait la campagne de Russie dans la 2e brigade de la 23e division d’infanterie de Westphalie en 1812. Nommé général de brigade le 3 mars 1813, et chevalier de la Légion d’honneur le 7 mars 1813, il prend le commandement de la 1re brigade à la Grande Armée le 12 juillet 1813. Il est fait prisonnier le 11 novembre 1813 et interné en Hongrie, il ne rentre en France que le 27 mai 1814. 
Adjudant commandant au service de la France le 8 juin 1814, il est mis en non activité le 1er septembre 1814. Chef d’état major de la 21e division d’infanterie à l’armée de Belgique le 29 avril 1815, il est nommé maréchal de camp le 5 juillet 1815, nomination annulée le 1er août. Il démissionne le 7. 
Il reprend du service le 13 septembre 1831, et il est envoyé en Belgique pour aider à réorganiser l’armée belge. Il est admis au traitement de réforme le 8 novembre 1831, reconnu maréchal de camp le 19 novembre 1831, il est mis à la retraite le 14 novembre 1835.
Il meurt à Paris, rue de Vaugirard, le 12 janvier 1852.

## Décorations
- Chevalier de la Légion d'honneur en 1813[3]